# فرط الألدوستيرونية
فرط الألدوستيرونية (بالإنجليزية: Hyperaldosteronism)‏ أو الألدوستيرونية (بالإنجليزية: aldosteronism)‏ هي حالة مرضية تتصف بزيادة إنتاج ألدوستيرون من الغدد الكظرية مما يتسبب في انخفاض مستوى البوتاسيوم في الدم (أو ما يسمى بنقص بوتاسيوم الدم).

## الأعراض والعلامات
غالبا ما يكون فرط الألدوستيرونية بدون أعراض، لكن يمكن أن تظهر الأعراض التالية:
- إعياء
- صداع
- فرط ضغط الدم
- نقص بوتاسيوم الدم
- فرط صوديوم الدم
- نقص مغنيسيوم الدم
- شلل مؤقت
- تقلص عضلي
- وهن عضلي
- خدر
- بوال
- عطاش
- مذل
- قلاء استقلابي

## أنواعه

### الألدوستيرونية الأولية
كان يعتقد سابقا أن سبب الألدوستيرونية الأولية هو ورم غدي كظري يدعى متلازمة كون. لكن الدراسات الحديثة تشير إلى أن فرط تنسج الكظر ثنائي الجانب مجهول السبب هو السبب في 70% من الحالات. ومن الأسباب الأخرى فرط تنسج الكظر الخلقي وسرطانة الكظرية.

### الألدوستيرونية الثانوية
الألدوستيرونية الثانوية سببها فرط فعالية نظام الرينين-أنجيوتنسين-ألدوستيرون. ومن أهم أسبابه ورم الخلايا المجاورة للكبيبة وتضيق الشريان الكلوي وفرط التنسج العضلي الليفي ومتلازمة بارتر ومتلازمة غيتلمان.

## العلاج
يستخدم سبيرونولاكتون فهو مدر البول الموفر للبوتاسيوم ومضاد قشرانيات معدنية (مضاد ألدوستيرون).